# Manfred Grashof
Manfred Grashof (Kiel, 1946. október 3. –) a nyugatnémet Vörös Hadsereg Frakció (RAF) szélsőbaloldali terroristaszervezet tagja volt.
Barátnőjével, Petra Schelmmel csatlakozott a Vörös Hadsereg Frakcióhoz. 1970-ben fegyveres kiképzést kapott szélsőséges palesztinoktól Jordániában. 1971. február 10-én Astrid Proll-lal fennakadt egy közúti ellenőrzésen, de sikerült megszöknie. Részt vett több bankrablásban és személyazonossági iratokat hamisított. 1972. március 3-án Hamburgban tűzharcba keveredett a rendőrökkel: megsebesült, egy rendőr meghalt. Wolfgang Grundmann-nal együtt vették őrizetbe.
Súlyos sérülései ellenére a Szövetségi Legfelsőbb Bíróság nyomozati bírója, Wolfgang Buddeberg nem engedte, hogy kórházban ápolják. Válaszul májusban a RAF Manfred Grashof kommandója felrobbantotta Buddeberg autóját. A támadásban súlyosan megsérült a bíró felesége. A bíróság később életfogytiglani börtönbüntetésre ítélte Grashofot. Az 1980-as évek közepére eltávolodott a terrorszervezettől. 1989-ben szabadlábra helyezték, és az egyik berlini színház technikusa lett.

## Fordítás
- Ez a szócikk részben vagy egészben  a   Manfred Grashof című német Wikipédia-szócikk ezen változatának fordításán alapul.  Az eredeti cikk szerkesztőit annak laptörténete sorolja fel. Ez a jelzés csupán a megfogalmazás eredetét és a szerzői jogokat jelzi, nem szolgál a cikkben szereplő információk forrásmegjelöléseként.